# Hans Wilhelm Baur
Hans Wilhelm Baur (* 28. Oktober 1926 in Pforzheim; † 10. Januar 2015 in Karlsruhe) war ein deutscher Zeitungsverleger. Er war Herausgeber der Badischen Neuesten Nachrichten.

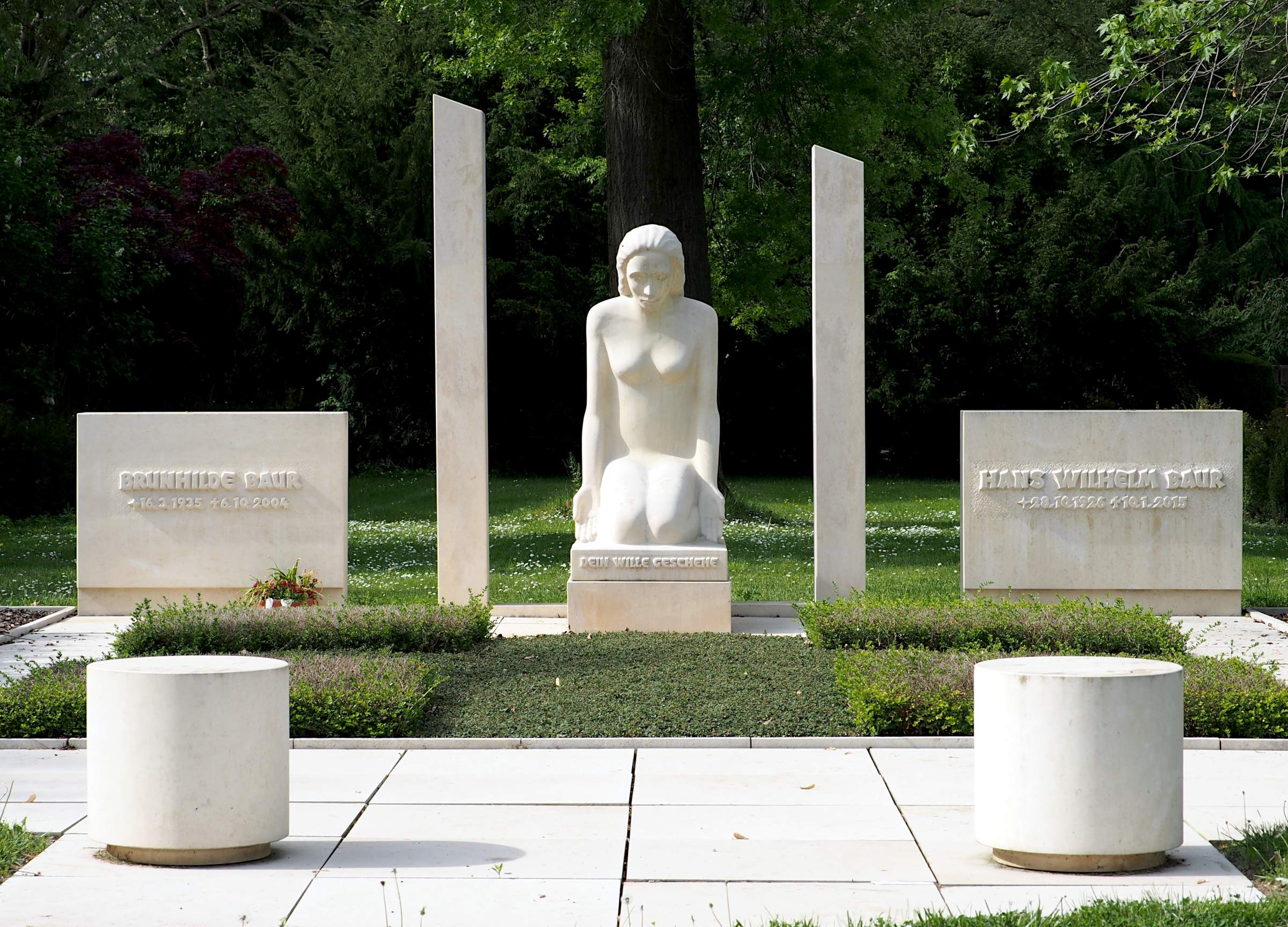
Grabstätte von Brunhilde und Hans W. Baur

## Leben
Baur wurde am 28. Oktober 1926 in Pforzheim geboren und trat 1949 als Volontär in die Redaktion der Badischen Neuesten Nachrichten ein, die von seinem Onkel Wilhelm Baur gegründet worden war. 1960 wurde er Personalchef, nach dem Tod seines Onkels 1973 Verleger und Herausgeber. 1994 brachten Baur und seine Frau Brunhilde die meisten ihrer Anteile in die „Wilhelm-Baur-Stiftung“ ein. 1998 gründete er die kostenlose Sonntagszeitung Der Sonntag. 2004 übernahm Baurs Adoptivsohn Klaus Michael Baur die Herausgeberschaft und wurde Chefredakteur, Baur selbst blieb Geschäftsführer und Verleger. Am 10. Januar 2015 starb Hans Wilhelm Baur im Alter von 88 Jahren. Nach dem von Stadtdekan Hubert Streckert und Caritas-Direktor Bernhard Appel zelebrierten Requiem in der Kirche St. Stephan wurde er auf dem Karlsruher Hauptfriedhof beigesetzt. Seine Frau Brunhilde starb bereits 2004.